# Chrismon (Diplomatik)

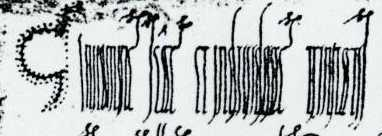
Chrismon und verbale Invocatio im Diplom Heinrichs III. von 1053

Das Chrismon ist in der Diplomatik (Urkundenlehre) ein graphisches Symbol, das für die Anrufung Gottes steht.

## Position
Das Chrismon leitet als symbolische Invocatio den Beginn der Urkunde ein. In der karolingischen Königsurkunde steht es zudem vor der Kanzlerzeile und manchmal vor der Datierung. 

## Form
Das Chrismon hat sich im 7. bis 8. Jahrhundert aus einer kursiven Schreibweise von In Dei nomine entwickelt, aber Mitte des 9. Jahrhunderts in der ostfränkischen Kanzlei eine Umgestaltung erfahren, die für die spätere Verwendung prägend war: In der deutschen Kaiser- und Königsurkunde beruht das Zeichen seit dieser Zeit auf der Grundform eines C. Es zeigt einen Stab, der am oberen Ende und in der Mitte mit einer Spirale oder mit Schlingen verziert wurde.